# تشارلز إرنست بوليه
تشارلز إرنست بوليه، كان عالم آثار وسياسي فرنسي، وُلد في 29 يونيو 1826 في سومور وتوفي في 4 أبريل 1874 في باريس.

## السيرة الذاتية
بعد أن أكمل جميع دراسته في كلية رولين، دخل بوليهإلى المدرسة العليا في عام 1845. تخرج في عام 1848 أستاذاً في الأدب وأُرسل إلى مدينة مولان، حيث لم يبقَ سوى عام واحد، إذ فتحت له مدرسة أثينا، التي تأسست حديثًا، أبوابها.

في الأيام الأولى من نوفمبر 1849، انطلق إلى اليونان مرورًا بإيطاليا، وكتب معبراً عن دهشته من منظر روما: 
منذ ثمانية أيام، كنت أكتب مثل رجل سكران، لا يدرك جيدًا ما يفعله أو ما يراه. أشعر في نفس الوقت بالذهول والانبهار من هذه العظمة التي هي جديدة علينا، نحن التلاميذ الفقراء الهاربين. روما تجاوزت التصورات التي كنت أتخيلها.

## الحياة المهنية
عاد بوليه إلى فرنسا في عام 1853، نشر مجلدين عن أكروبوليس أثينا وحصل على درجة الدكتوراه. كانت أطروحته اللاتينية بعنوان:
هل كانت هناك لغة عامية بين الإغريق القدماء؟
وأطروحته الفرنسية بعنوان: 
الفنون والشعر في سبارتا، في ظل تشريع ليكورغوس.
في عام 1854، خلف بوليه رغم صغر سنه، راؤول روشيت في كرسي علم الآثار في المكتبة الإمبراطورية، قدم محاضرات لمدة ثمانية عشر عامًا للجمهور، وكانت كلماته واضحة وعفوية، مما جعل أصعب مسائل علم الآثار مفهومة للجميع.
نشر بوليه في عام 1855 دراسات عن البيلوبونيز، وفي عام 1858، نشر عمله الكبير عن العملات الأثينية، بالإضافة إلى العديد من المقالات في جريدة الفنون الجميلة ونشرة الجمعيات العلمية. في عام 1859، ذهب إلى إفريقيا، وقام بحفريات هامة في موانئ قرطاج على نفقته الخاصة، كاشفًا عن الأبسايد التي تحمل اسمه على تل بيرصا. نشر نتائج الحفريات في عام 1861، مع رسومات من زوجته التي شاركته الجهد. عاد بمواد قيّمة، لكنه أصيب بحمى لم يتعاف منها أبدًا.
عند عودته، في فبراير 1860، عُين عضوًا في أكاديمية النقوش والآداب، خلفًا لليونورمان، وبعد عامين، خلف هاليفي في منصب السكرتير الدائم لأكاديمية الفنون الجميلة. انضم بوليه في عام 1864 إلى جريدة دي سافان، حيث كان أحد الكتّاب الأكثر نشاطًا وتميزًا حتى وفاته. في عام 1867، أسس، مع بعض الأصدقاء، جمعية لتشجيع الدراسات اليونانية، حيث ساعد نشاطه ورعايته وسلطته في نجاحها. انخرط في الحياة السياسية بعد ثورة 1870. أُنتخب في الجمعية الوطنية نائباً لمقاطعة ماين ولوار بحوالي 102,000 صوت من بين 120,000 ناخب، وأُرسل إلى بوردو. عُين وزيرًا للداخلية في 24 مايو 1873، واستقال طواعية بعد ستة أشهر في 26 نوفمبر.